# Archie Jewell
Archibald „Archie“ Jewell (* 4. Dezember 1888 in Bude, Cornwall, England; † 17. April 1917 im Ärmelkanal) war Mitglied der Besatzung der Titanic.

## Leben
Archibald Jewell – genannt Archie – war angeblich das jüngste Kind von John Jewell, einem Matrosen und dessen Frau Elizabeth Jewell. Er hatte sechs ältere Geschwister, zwei Schwestern und vier Brüder. Seine Mutter starb jedoch gut zwei Jahre nach seiner Geburt, am 9. April 1891.
1903, im Alter von 15 Jahren, begann Jewell auf kleineren Segelschiffen zu arbeiten, bevor er 1904 der White Star Line beitrat. Knapp acht Jahre diente Jewell als Vollmatrose auf der Oceanic und wohnte in dieser Zeit in Southampton. Auch heiratete er in jungen Jahren und zog mit seiner Frau, Bessie (geb. Heard), nach Bitterne (Hampshire).
Am 6. April 1912 stand es fest, dass er als einer von sechs Ausgucks auf die Titanic versetzt werden würde. Mit dem ebenfalls 24-jährigen George Symonds stand Jewell zwischen 20:00 Uhr und 22:00 Uhr und von 02:00 Uhr bis 04:00 Uhr Wache im Krähennest, so auch in der Nacht auf den 15. April 1912.
Um 22:00 Uhr wurden die beiden Männer von ihren Kollegen Reginald Lee und Frederick Fleet abgelöst; Jewell befand sich darum in seiner Kabine, als um 23:40 Uhr die Kollision mit dem Eisberg erfolgte. Um 00:45 Uhr zählte Jewell zu den Ersten, die in Rettungsboot 7 dem Untergang entkamen.
Nach seiner Ankunft in New York City auf der Carpathia kehrte Jewell am 29. April 1912 an Bord der Lapland nach England zurück. Er zählte zum ersten Zeugen, den Lordrichter Mersey am 3. Mai 1912 vor dem britischen Untersuchungsausschuss zum Unglück befragte. Nicht weniger als 331 Fragen wurden Jewell gestellt.
Kurze Zeit später brach in Europa der Erste Weltkrieg aus. Jewell heuerte auf der Britannic an, dem Schwesterschiff der Titanic. Deren Untergang, am 21. November 1916 überlebte Jewell, ebenso wie Violet Jessop, ehemalige Stewardess, und John Priest, ehemaliger Heizer der Titanic.
Bessie Jewell gebar im Herbst 1916 ihren und Archies Sohn, Raymond Hope Jewell. Daraufhin kündigte Jewell seinen Dienst bei White Star und heuerte auf der Donegal an. Die Donegal, ein Passagierschiff, das 1904 in Dienst gestellt worden war, wurde in ein Lazarettschiff umgebaut, um verwundete Soldaten von Frankreich nach England zu transportieren. Auf einer dieser Fahrten kam es am 1. März 1917 zur Feindberührung mit einem deutschen U-Boot. Schwer beschädigt konnte sich die Donegal in Sicherheit bringen, doch wurde sie nie repariert. Am 17. April 1917 wurde ihr dies zum Verhängnis, als ein weiteres deutsches U-Boot ohne Vorwarnung die Donegal unter Beschuss nahm. Beim Untergang des Schiffes, 19 Seemeilen südlich von Dean, kamen 12 Besatzungsmitglieder und 29 britische Soldaten ums Leben. Unter den 11 Männern, die der Besatzung angehörten, war auch Archie Jewell; er wurde nur 28 Jahre alt. Sein Leichnam wurde nie geborgen.
Im Tower Hill Memorial, in Trinity Square (London) erinnert eine Gedenktafel an Jewell; ebenso am Grab seines Sohnes in Burlescombe (Devon), der am 10. Dezember 1930 im Alter von 14 Jahren nach einer schweren Krankheit in Exeter starb. Archie Jewell wurde nicht nur von jedem seiner Geschwister und seiner Frau, sondern auch von seinem Vater überlebt, der am 19. Januar 1936 starb.